# 71-ша піхотна дивізія (Третій Рейх)
71-ша піхотна дивізія (Третій Рейх) (нім. 71. Infanterie-Division) — піхотна дивізія Вермахту за часів Другої світової війни.

## Райони бойових дій
- Німеччина (Західний Вал) (вересень 1939 — травень 1940);
- Франція (травень 1940 — червень 1941);
- СРСР (південний напрямок) (червень — жовтень 1941);
- Бельгія (жовтень 1940 — січень 1942);
- Франція (січень — травень 1942);
- СРСР (південний напрямок) (травень 1942 — березень 1943);
- Данія (березень — серпень 1943);
- Словенія (серпень — вересень 1943);
- Італія (вересень 1943 — грудень 1944);
- Угорщина та Австрія (грудень 1944 — травень 1945).

## Нагороджені дивізії
Нагороджені Сертифікатом Пошани Головнокомандувача Сухопутних військ для військових формувань Вермахту за збитий літак противника
- 19 липня 1942 — 194-й піхотний полк за дії 29 травня 1942 (183).

Нагороджені дивізії
|  | Кавалери Золотого Німецького Хреста                                                                        | 57 |
|  | Кавалери Лицарського хреста Залізного хреста                                                               | 23 |
|  | Кавалери Почесної відзнаки Сухопутних військ «Почесна застібка на орденську стрічку для Сухопутних військ» | 8  |
|  | Кавалери ордену Михая Хороброго ІІІ ступеня (Румунія)                                                      | 2  |

- Нагороджені Сертифікатом Пошани Головнокомандувача Сухопутних військ (1)

## Склад дивізії
| Бойовий склад 71-ї пд | |
| Постійні              | |
| 1939                  | - штаб дивізії; - 171-й артилерійський полк (Artillerie-Regiment 171); - 171-й саперний батальйон (Pionier-Bataillon 171); - 171-й протитанковий дивізіон (Panzerabwehr-Abteilung 171); - 171-й батальйон зв'язку (Infanterie-Divisions-Nachrichten-Abteilung 171); - 171-ше управління тилу (Infanterie-Divisions-Nachschubführer 171); - медична рота дивізії (Sanitätskompanien); - дивізійні підрозділи тилу - 171-ша фельдпошта (Feldpostamt 171) |
| Непостійні            | |
| 1939                  | - 191-й піхотний полк (Infanterie-Regiment 191); - 194-й піхотний полк (Infanterie-Regiment 194); - 211-й піхотний полк (Infanterie-Regiment 211); - 171-й розвідувальний батальйон (Aufklärungs-Abteilung 171) |
| 1943                  | - 191-й гренадерський полк (Grenadier-Regiment 191); - 194-й гренадерський полк (Grenadier-Regiment 194); - 211-й гренадерський полк (Grenadier-Regiment 211); |

## Командування

### Командири
- генерал-майор Вольфганг Ціглер (нім. Wolfgang Ziegler) (26 серпня — 15 жовтня 1939);
- генерал від інфантерії Карл Вайзенбергер (нім. Karl Weisenberger) (15 жовтня 1939 — 15 лютого 1941);
- генерал від інфантерії Фрідріх Геррляйн (нім. Friedrich Herrlein) (15 лютого — 28 березня 1941);
- генерал-лейтенант Александер фон Гартманн (нім. Alexander von Hartmann) (28 березня 1941 — 25 січня 1943), посмертно підвищений до генерала від інфантерії;
- генерал-майор Фріц Роске (нім. Fritz Roske) (25 січня — 14 березня 1943);
- генерал-лейтенант Вільгельм Рапке (нім. Wilhelm Raapke) (14 березня 1943 — 1 січня 1945);
- генерал-майор Ебергард фон Шукманн (нім. Eberhard von Schuckmann) (1 січня — 8 травня 1945).